# Taphrocerus cylindricollis
Taphrocerus cylindricollis är en skalbaggsart som beskrevs av Charles Kerremans 1896. Taphrocerus cylindricollis ingår i släktet Taphrocerus och familjen praktbaggar. Inga underarter finns listade i Catalogue of Life.